# Cabralia
Cabralia is een geslacht van vlinders van de familie spinneruilen (Erebidae), uit de onderfamilie Calpinae.

## Soorten
- C. judsoni Schaus, 1933
- C. teichii Berg, 1885
- C. trifasciata Moore, 1882